# Barrage de Karaidemir
Le barrage de Karaidemir est un barrage en Turquie. La rivière émissaire du barrage est appelée rivière de Poğaça (Poğaça Deresi). Après plusieurs confluence avec de nombreuses autres rivières, elle se jette dans la rivière Ergene Nehri dont les eaux vont se mêler à celle du fleuve Meriç (Maritsa/Évros) à la frontière avec la Grèce.